# آدوا توئیل
آدوا توئیل (عبری: אדווה טוויל‎؛ زادهٔ ۲۶ ژوئن ۱۹۸۵) بازیکن فوتبال اهل اسرائیل است.
وی همچنین در تیم‌های ملی فوتبال Israel women's national under-19 football team و زنان اسرائیل بازی کرده‌است.